# Ceratobatrachidae
Die Ceratobatrachidae sind eine über 100 Arten umfassende Froschfamilie, die im östlichen Himalaya und in Südostasien auf der Malaiischen Halbinsel, auf Borneo, den Molukken und den Philippinen sowie auf dem Bismarck-Archipel und den Salomon-Inseln vorkommt.

## Merkmale
Die Arten aus der Familie Ceratobatrachidae sind in der Regel kleine (Platymantis insulatus 38 bis 48 mm) bis mittelgroße Frösche, die größte Art (Cornufer guppyi) erreicht allerdings eine Kopf-Rumpf-Länge von 16,5 cm. Äußerlich können die Arten der sehr diversen Gruppe krötenartig (z. B. Cornufer bufoniformis) aussehen oder ein laubfroschartiges Aussehen haben. Bei den Ceratobatrachidae erfolgt eine direkte Entwicklung innerhalb der relativ großen Eier bis hin zum fertigen Jungfrosch. Die Endglieder ihrer Zehenknochen sind T-förmig verbreitert. Knotenbasiert werden die Ceratobatrachidae als das Taxon definiert, das den letzten gemeinsamen Vorfahren von Alcalus mariae, Cornufer vitiensis und Platymantis pliciferus sowie alle Nachfahren dieses Vorfahren mit einschließt.

## Lebensweise
Über die Lebensweise der Ceratobatrachidae ist kaum etwas bekannt. Sie sind Waldbewohner, die meisten Arten leben auf dem Erdboden, einige Platymantis-Arten auch auf Bäumen. Letztere haben dann vergrößerte Zehenenden. Platymantis spelaeus ist ein Höhlenbewohner. Einige größere Arten besitzen im Unterkiefer vergrößerte Fangzähne, die wahrscheinlich dazu dienen, große Beutetiere festzuhalten.

## Systematik
Die wissenschaftliche Bezeichnung für die Familie wurde im Jahr 1884 durch den belgisch-britischen Zoologen George Albert Boulenger zusammen mit der Beschreibung der Gattung Ceratobatrachus eingeführt. Ceratobatrachus ist heute ein Synonym von Cornufer. Die Ceratobatrachidae sind die Schwestergruppe der Tanzfrösche (Micrixalus) oder einer Klade, die aus den Dicroglossidae, den Madagaskarfröschen (Mantellidae) Ruderfröschen (Rhacophoridae) und den Echten Fröschen (Ranidae) besteht.

## Unterfamilien und Gattungen

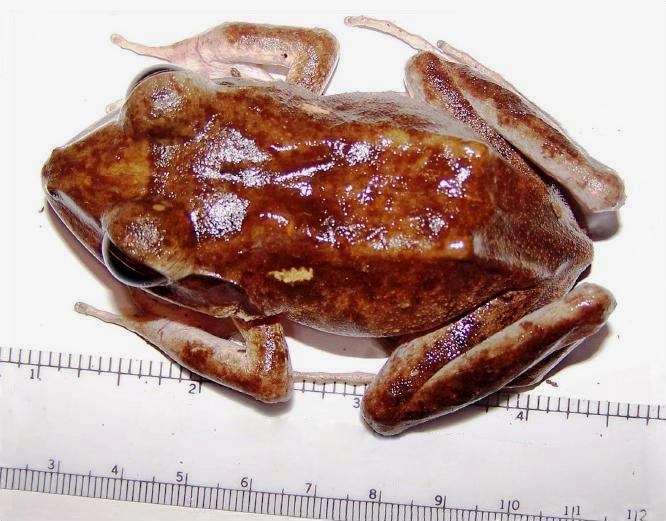
Cornufer vitianus

Er gibt drei Unterfamilien mit vier Gattungen und über 100 Arten:
Stand: 9. August 2022
- Unterfamilie Alcalinae Brown, Siler, Richards, Diesmos & Cannatella, 2015[2]
  - Alcalus (6 Arten)[2]
- Unterfamilie Ceratobatrachinae Boulenger, 1884
  - Cornufer (58 Arten, inkl. Arten der früheren Gattungen Batrachylodes, Discodeles und Ceratobatrachus)
  - Platymantis (32 Arten, ohne die ausgegliederte Gattung Discodeles)
- Unterfamilie Liuraninae Fei, Ye & Jiang, 2010[1]
  - Liurana (7 Arten)

## Belege
1. 1 2  F. Yan, K. Jiang, J.-q. Jin, C. Suwannapoom, C. Li, J. V. Vindum, R. M. Brown und J. Che. 2016. The Australasian frog family Ceratobatrachidae in China, Myanmar and Thailand: discovery of a new Himalayan forest frog clade. Zoological Research/Dōngwùxué yánjiū. Kunming 37: 7–14. doi: 10.13918/j.issn.2095-8137.2016.1.7
2. 1 2 3 4  Rafe M. Brown, Cameron D. Siler, Stephen J. Richards, Arvin C. Diesmos, David C. Cannatella (2015): Multilocus phylogeny and a new classification for Southeast Asian and Melanesian forest frogs (family Ceratobatrachidae). Zoological Journal of the Linnean Society. 174 (1): 130–168. doi:10.1111/zoj.12232
3. 1 2 3  Laurie J. Vitt und Janalee P. Caldwell: Herpetology: An Introductory Biology of Amphibians and Reptiles. Academic Press, 2013, ISBN 978-0123869197, Seite 509.
4. 1 2 3  Ceratobatrachidae AmphibiaWeb 2020
5. ↑  Boulenger, G.A. 1884. Diagnoses of new reptiles and batrachians from the Solomon Islands, collected and presented to the British Museum by H. B. Guppy, Esq., M.B., H.M.S. “Lark”. Proceedings of the Zoological Society of London 1884: 210–213. BHL
6. ↑  Family Phylogeny AmphibiaWeb 2020
7. ↑  Darrel R. Frost: Ceratobatrachidae Boulenger 1884. Amphibian Species of the World: an Online Reference. Version 6.1. American Museum of Natural History, New York 1999–2020, abgerufen am 9. Dezember 2020.
8. ↑  Darrel R. Frost (2020). Ceratobatrachidae Boulenger, 1884 Amphibian Species of the World. Version 6.1 (abgerufen am 3. Dezember). American Museum of Natural History, New York, USA. doi: 10.5531/db.vz.0001